# Vườn quốc gia U Minh Thượng
Vườn quốc gia U Minh Thượng là một vườn quốc gia của Việt Nam, được nâng cấp từ khu bảo tồn thiên nhiên U Minh Thượng lên thành vườn quốc gia theo Quyết định số 11/2002/QĐ-TTG ngày 14 tháng 1 năm 2002 của Thủ tướng chính phủ Cộng hòa Xã hội chủ nghĩa Việt Nam.

## Vị trí địa lý
Tọa độ: Từ 9°31 đến 9°39' vĩ bắc và từ 105°03' đến 105°07' kinh độ đông.
Sông Trẹm chia U Minh thành hai vùng thượng và hạ. U Minh Hạ thuộc tỉnh Cà Mau, U Minh Thượng thuộc tỉnh Kiên Giang.
Rừng U Minh (U Minh Thượng và U Minh Hạ) là kiểu rừng rất đặc thù, được xếp hạng độc đáo và quý hiếm trên thế giới.
Do nhiều nguyên nhân tác động, rừng tập trung ở U Minh Thượng nhiều hơn và loại rừng nguyên sinh chiếm phần lớn ở đây. Rừng U Minh Thượng được công nhận là vườn quốc gia vào tháng 1 năm 2002, với diện tích 8.053 hécta. Rừng nằm trong địa giới huyện U Minh Thượng thuộc tỉnh Kiên Giang, thuộc vùng bán đảo Cà Mau.
Vườn quốc gia U Minh Thượng nằm trong địa giới của huyện U Minh Thượng, tỉnh Kiên Giang; có tọa độ địa lý là: Từ 9°31’ đến 9°39’ vĩ Bắc và từ 105°03’ đến 105°07’ kinh độ Đông.
Tiền thân của rừng U Minh Thượng là rừng úng phèn U Minh, vốn được người bản địa đặt tên từ lâu đời là "Hồ rừng", hình thành tập trung ở phía Tây bán đảo Cà Mau, tiếp giáp với dải rừng ngập mặn ven biển vịnh Thái Lan, trên địa bàn hai tỉnh Cà Mau và Kiên Giang. Diện tích rừng vào những năm trước 1950 là khoảng 400.000 ha, đến năm 1970 còn gần 200.000 ha và ở thời điểm 1990 còn khoảng 100.000 ha. U Minh là kiểu rừng đặc thù được xếp vào loại quý hiếm trên thế giới.
Thời chiến tranh, chính quyền Việt Nam Cộng Hoà chia rừng U Minh thành hai khu vực: phần phía trên gọi là U Minh Thượng thuộc tỉnh Kiên Giang; phần dưới gọi là U Minh Hạ, thuộc tỉnh Cà Mau; hai cánh rừng ngăn cách với nhau bởi dòng sông Trẹm. Do nhiều nguyên nhân tác động diễn biến, rừng tập trung ở U Minh Thượng nhiều hơn và loại rừng nguyên sinh chiếm phần lớn ở đây, rất xứng đáng là một vườn quốc gia với giá trị độc nhất về kiểu rừng úng phèn của Việt Nam và của thế giới.
Số liệu điều tra kiểm kê rừng năm 1995 cho biết rừng có giá trị bảo tồn thiên nhiên ở U Minh Hạ thuộc tỉnh Cà Mau là 4.200 ha (tập trung ở khu vực Vồ Dơi), và Khu bảo tồn thiên nhiên U Minh Thượng thuộc tỉnh Kiên Giang có diện tích rừng là 8.053 ha. Ngày 14 tháng 1 năm 2002, Chính phủ Việt Nam ra Quyết định số 11/2002/QĐ-TTg chuyển Khu bảo tồn thiên nhiên U Minh Thượng thành Vườn quốc gia U Minh Thượng. Diện tích của rừng Quốc gia U Minh Thượng theo quyết định số 11/2002/QĐ - TTg ngày 14 tháng 1 năm 2002 của Thủ tướng chính phủ là 21.107 ha trong đó: Vùng lõi - 8.038 ha và Vùng đệm 13.069 ha. Vùng đệm của rừng có khá nhiều hộ dân sinh sống, làm ruộng, trồng rẫy, nhận khoán trồng và giữ rừng cho nhà nước.
Ngày nay, vườn quốc gia U Minh Thượng đang được đầu tư, phục vụ cho việc nghiên cứu, bảo tồn các nguồn giống, gen sinh học quý hiếm, đồng thời đã và đang thực hiện dự án phát triển du lịch sinh thái và truyền thống. Đến U Minh Thượng, du khách sẽ được tận hưởng không khí trong lành cùng với không gian khoáng đãng, tha hồ nhìn ngắm chim muông, thú rừng, và các loài động thực vật. Nhiều địa chỉ để các bạn tham quan như mảng chim, mảng dơi quạ, tràm nguyên sinh, quần thể heo rừng, rái cá, kỳ đà, và đặc biệt là khu giải trí câu cá Hồ Hoa Mai...

## Chức năng
Bảo tồn mẫu chuẩn hệ sinh thái rừng tràm úng phèn trên đất than bùn, một vùng ngập nước quan trọng của hạ lưu sông Cửu Long.
Bảo tồn đa dạng sinh học của hệ sinh thái rừng ngập nước, đặc biệt 8 loài chim nước quan trọng và các loài động vật quý hiếm.
Góp phần bảo tồn và tôn tạo di tích lịch sử cấp quốc gia về chiến khu cách mạng U Minh Thượng trong thời kỳ chống Pháp và chống Mỹ.
Góp phần cân bằng sinh thái, tăng độ che phủ của rừng, đảm bảo an ninh môi trường và sự phát triển bền vững của đồng bằng sông Cửu Long, đồng thời phát huy giá trị của hệ sinh thái rừng tràm phục vụ nghiên cứu khoa học và tham quan, du lịch sinh thái.

## Đa dạng sinh học
U Minh Thượng là nơi sinh sống của một số động vật hoang dã vùng rừng ngập như sóc mun (Callosciurus finlaysoni), cầy vòi đốm (Paradoxurus hermaphroditus), Viverra zibetha, Viverra megaspila và trút Java (Manis javanica)Trong số đó có nhiều loài quý hiếm, đặc trưng và nguy cấp đang được bảo vệ, tiêu biểu nhất phải kể đến: cầy vòi đốm, dơi ngựa lớn, mèo cá, ếch giun, già đãy nhỏ, kỳ đà vân, lợn rừng, rái cá lông mũi, trăn gấm, têtê Java.